# Солнечное затмение 20 июня 1955 года
Солнечное затмение 25 февраля 1952 года — полное солнечное затмение 136 сароса.
Максимальная фаза затмения составила 1,0776 и достигла своего максимума в 04:10:42 UTC. Максимальная длительность полной фазы — 3 минуты и 9 секунд, а лунная тень на земной поверхности достигла ширины 254 км. Следующее затмение данного сароса произошло 30 июня 1973 года.
Данное затмение стало вторым солнечным затмением в 1955-м году и 128-м затмением XX века. Предыдущее солнечное затмение произошло 25 декабря 1954 года, а следующее — 14 декабря 1955 года.